# Liste der hessen-kasselschen Regimenter der Frühen Neuzeit
Die vorliegende Liste der Regimenter hessen-kasselschen Regimenter der Frühen Neuzeit endet mit der Auflösung des Landgrafschaft Hessen-Kassel durch Napoleon und seine Eingliederung im Jahre 1807 in das Königreich Westphalen. Zuvor hatte Kurfürst Wilhelm I. am 1. November 1806 die Regimenter der kurhessischen Armee für „beurlaubt“ erklärt. Daraus gründet sich die spätere Traditionsfolge auch nach Annexion des Landes durch Preußen 1866.
Seit dem 16. Jahrhundert wurde eine Vielzahl von nur zeitweise bestehenden Regimentern aufgestellt, meist aus Anlass von Feldzügen. Sie sind noch nicht Bestandteil dieser Übersicht. Besondere Aufmerksamkeit erfuhren die Regimenter Hessen-Kassels durch ihre Vermietung an König Georg III. von Großbritannien zum Einsatz im Amerikanischen Unabhängigkeitskrieg. Über 12.000 Mann kämpften in der Neuen Welt. Vor allem aber kämpften hessen-kasselsche Regimenter im Siebenjährigen Krieg an der Seite der britischen Truppen in Westdeutschland.

## Erläuterung der Systematik
Eine Stammliste und eine Nummerierung der Infanterieregimenter der hessen-kasselschen Armee wurde nicht eingeführt. Die Bezeichnung erfolgte nach dem Namen des Regimentsinhabers. Die Liste nimmt die nachhaltig existierenden Regimenter in der Reihenfolge ihrer Entstehung auf und wird nach Bleckwenn bezeichnet. Zusätzlich wurde der Liste das Gründungsjahr hinzugefügt. So soll eine Vergleichbarkeit erleichtert werden. Diese Nummerierung folgt konsequent den Aufstellungen von Tessin. Wurden in einem Jahr mehrere Regimenter gegründet, fügte Tessin eine zweite Ziffer hinzu (z. B. „1683/5“ = fünftes hessen-kasselsches Regiment, das im Jahre 1683 aufgestellt wurde). Es folgen die Namen der Regimentschefs bzw. der Name des Kommandeurs.
Bedeutung der verwendeten Zeichen: „*“ = Gründung, „†“ = Auflösung, „>“ = Verbleib, „<“ = Herkunft, „=“ = Doppelfunktion als stehendes Regiment eines Reichsstandes.

## Stammliste 1756–1763

### Infanterieregimenter
- Infanterieregiment No. 1 (1683/4)

* 1683 gegründet als Lippe zu Fuß – 1684 Leibregiment (Kommandeur: Alexander Hermann von Wartensleben (1684–1685)) – 1699 Leibgarde – 1731 Leibgarde – 1751 Garde – 1760 3. Garde (1763–1784 im Regiment Garde) – † 1788 > II. Bat. Infanterieregiment No. 13 > Tradition übernommen 1866 von: Füsilier-Regiment „von Gersdorff“ (Kurhessisches) Nr. 80
- Infanterieregiment No. 2 (1683/5)

* 1683 gegründet als Prinz Philipp zu Fuß – 1685 Alexander Hermann von Wartensleben – 1690 I. W. Rotarius – 1692 Ludwig Sittich von Schlitz, genannt von Goertz – 1696 Otto H. von Löwenstein – 1703 F. Stückrath – 1709 Christian Ludwig Motz – 1713 Conrad von Ranck – 1723 L. F. von Oeppen – 1731 C. G. Korff – 1734 Etienne de Clement – 1744 I. R. Baumbach – 1751 O. F. Hauding – 1757 W. F. Capellan – 1758 G. H. von Toll – 1760 G. F. Bartheld (Füsiliere) – 1770 Heinrich August von Loßberg (ab 1780 Alt-Loßberg) – 1789 Jungkenn – 1789 Friedrich Wilhelm von Loßberg – 1799 Linsingen – 1805 Hans Bernhard von Biesenrodt – † 1806
- Infanterieregiment No. 3 (1684/2)

* 1684 gegründet als Hanstein – 1690 Wilhelm von Hessen-Kassel – 1701 Karl von Hessen-Kassel – 1703 Leopold von Hessen-Kassel – 1704 Ludwig von Hessen-Kassel – 1708 Maximilian von Hessen-Kassel – 1717–1720 als Hessen-Kassel in kaiserlich-habsburgischem Sold – 1753 Fürstenberg – 1759 Eitel von und zu Gilsa – 1765 Knyphausen – 1784 Donop – † 1789 > II. Bat. Infanterieregiment No. 4
- Infanterieregiment No. 4 (1687/2)

* 1687 gegründet als Prinz Karl zu Fuß – Prinz Karl – 1701 Prinz Wilhelm – 1705 Ernst Ludwig von Wilcke – 1709 Dönhoff – 1723 Alexander Franz von Löwenstein – 1733 August Moritz von Donop – 1748 Johann Casimir von Isenburg-Birstein – 1759 Johann Adolf Ferdinand von Bischhausen – 1762 Wilcke – 1764 Wilhelm Heinrich August von Donop – 1784 Wilhelm zu Innhausen und Knyphausen – 1788 Hanstein – 1789 Heinrich Julius von Kospoth – 1801 Hans Bernhard von Biesenrodt – 1805 Kurprinz Wilhelm – † 1806
- Infanterieregiment No. 5 (1688/5)

*1688 gegründet als Erbprinz Friedrich – 1721 König – 1751 Leibregiment – 1760 Heinrich Wilhelm von Wutginau – 1776 Landgraf Friedrich II. von Hessen-Kassel – 1783 Leibregiment-Füsiliere – 1785 Landgraf-Infanterie – † 1789 > II. Bat. Infanterieregiment No. 7 > Tradition übernommen 1866 von: 1. Kurhessisches Infanterie-Regiment Nr. 81
- Infanterieregiment No. 6 (1697)

* 1697 gegründet als Grenadiere – 1702 Grenadier-Regiment (1727–1751 Regimentschef Prinz Wilhelm) – 1760 2. Garde – 1763 Regiment Garde (Regimentschef Carl von Bose) – 1784 2. Garde (Garde-Grenadier-Regiment) – 1785 Garde-Grenadier-Regiment – † 1806 > Tradition 1866 übernommen von: Füsilier-Regiment „von Gersdorff“ (Kurhessisches) Nr. 80
- Infanterieregiment No. 7 (1700)

* 1700 gegründet als Anhalt zu Fuß – Lebrecht von Anhalt-Bernburg-Schaumburg-Hoym – 1703 Prinz Ludwig – 1705 Prinz Wilhelm – 1727 Prinz Friedrich – 1751 Erbprinz – 1760 4. Garde – 1760 Leibregiment – 1783 Erbprinz Wilhelm – 1785 Leibregiment – 1803 Kurfürst – † 1806 > Tradition übernommen von: 1. Kurhessisches Infanterie-Regiment Nr. 81
- Infanterieregiment No. 8 (1702/2)

* 1702 gegründet als Schöpping zu Fuß – 1704 Exterde – 1718 Rau von Holzhausen – 1736 Waldenheim – 1744 Mannsbach – 1763 Friedrich Wallrab von Gräffendorff – 1767 Moritz von Sachsen-Gotha – 1775 Karl Levin von Trümbach – 1778 Karl Ernst Johann von Bose – † 1789 > II. Bat. Infanterieregiment No. 9
- Infanterieregiment No. 9 (1702/1)

* 1702 gegründet als Wartensleben zu Fuß – 1709 Prinz Georg – 1755 Prinz Karl – 1805 Landgraf Karl – † 1806
- Infanterieregiment No. 10 (1702/4)

* 1702 gegründet als Schenck zu Fuß – 1703 Wartensleben – 1706 Spiegel – 1709 Rahding – 1719 Wutginau – 1727 Wilcke – 1734 Mauermann – 1744 Hessenstein – 1747 Hessenstein – 1748 Hessenstein – 1753 Canitz – 1759 Malsberg – 1766 Wilhelm Maximilian von Ditfurth – 1789 Hanstein – † 1794
- Infanterieregiment No. 11 (1745)

* 1745 gegründet als Anhalt zu Fuß – 1770 Werner von Mirbach – 1780 Friedrich Wilhelm von Loßberg (Jung-Lossberg) – † 1789 > II. Bat. Infanterieregiment No. 12
- Infanterieregiment No. 12 (1750)

* 1750 gegründet als Hanau zu Fuß – 1759 Prinz Wilhelm – 1760 Erbprinz – 1783 Prinz Friedrich – 1785 Erbprinz – 1803 Kurprinz – 1805 Philipp von Wurmb – † 1806
- Infanterieregiment No. 13 (1760/2)

* 1760 gegründet als Garde zu Fuß – 1785 1. Garde – 1788 Garde – † 1806
- Infanterieregiment No. 14 (1760/3)

* 1760 gegründet als Blome-Grenadiere – 1762 Wülckenitz – 1763 Müller – 1770 Mannsbach – 1771 Johann Gottlieb Rall – 1777 Wolfgang Friedrich von Woellwarth – 1778 Karl Levin von Trümbach – 1779 Ludwig von Angelelli de Malvezzi – 1784 Bischhausen Land-Grenadiere – 1787 Johann Justus Schreiber – † 1789 > II. Bat. Infanterieregiment No. 2

### Kavallerieregimenter

#### Kavallerieregimenter
Die nachfolgende Liste gibt die eigentlichen Kavallerieregimenter wieder. Auch in Hessen-Kassel galten Dragoner wie in anderen frühneuzeitlichen Territorien eigentlich nicht als Kavallerie. Die Bezeichnung „K 1“ etc. folgt Bleckwenn und Witzel.
- Kavallerieregiment K 1 (1672/1)

* 1672 gegründet als Regiment Karabiniers unter Major Wilhelm von Hornumb – 1683 von Wilke – 1683 Rau zu Holzhausen – 1685 Spiegel zum Desenberg – 1714 Prinz Maximilian von Hessen – 1714 von Dittfurth – Spiegel zum Desenberg – 1753 Prinz Wilhelm – 1760 Erbprinz – † 1765
- Kavallerieregiment K 2 (1684/1)

* 1684 gegründet als Leibregiment zu Pferde – 1730 Leibregiment – 1760 Gens d’Armes – † 1806
- Kavallerieregiment K 3 (1704/2)

* 1704 gegründet als Erbach zu Pferde – 1705 Boyneburg – 1738 Gräffendorff – 1749 Miltitz – 1759 Oheimb – 1760 Einsiedel – 1763 Meister – 1764 Schlotheim – 1765 Dragoner (Schlotheim) – 1783 Buttlar – 1787 – 1787 Hyn – † 1788 > Dragonerregiment D II
- Kavallerieregiment K 4 (1704/1)

* 1704 gegründet als Hanstein zu Pferde – 1705 Weißenfels – 1713 Diemar – 1735 Gräffendorff – 1738 Ernst Hartmann von Diemar – 1740 Christian Ludwig von Isenburg-Birstein – 1757 Prüschenck – 1761 Wolff – 1775 Leopold Philipp von Heister – 1777 Diemar – 1786 Dalwigk – † 1788 > Dragonerregiment D I
- Kavallerieregiment K 5 (1760/1)

* 1760 gegründet als Garde du Corps (2 Kompanien) – 1787 Regiment † 1806

#### Dragonerregimenter
Die Nummerierung erfolgt nach Bleckwenn, abweichend von Rudolf Witzel.
- Dragonerregiment D I (1688/1)

* 1688 gegründet als Nassau-Weilburg-Dragoner – 1689 Lippe – 1694 Tettau – 1696 Hessen-Homburg – 1704 Auerochs – 1731 Blohm (Melchior Johann von Blome) – 1742 Sachsen-Gotha – 1757 Prinz Friedrich – † 1806
- Dragonerregiment D II (1688/2)

* 1688 gegründet als Wartensleben-Dragoner – 1690 Ernst Quirin von Graeffendorff – 1695 Erbprinz Friedrich – 1721 König – 1751 Leibregiment Dragoner – † 1806

#### Husarenregimenter
- Husarencorps (1744)

* 1744 gegründet als Husarenkorps – 1787 Husarenregiment – † 1806